# Spider-Man 3
Spider-Man 3 (conocida en Hispanoamérica como El Hombre Araña 3) es una película de superhéroes estadounidense de 2007 basada en el personaje de Marvel Comics Spider-Man. Producida por Columbia Pictures, Marvel Entertainment y Laura Ziskin Productions, y distribuida por Sony Pictures Releasing, fue dirigida por Sam Raimi a partir de un guion que escribió junto con su hermano Ivan y Alvin Sargent. Es la última entrega de la Trilogía de Spider-Man de Raimi, y la secuela de Spider-Man (2002) y Spider-Man 2 (2004). Está protagonizada por Tobey Maguire en el papel de Peter Parker/Spider-Man, junto a Kirsten Dunst, James Franco, Thomas Haden Church, Topher Grace, Bryce Dallas Howard, James Cromwell, Rosemary Harris y J. K. Simmons. También marca la última aparición como actor de Cliff Robertson antes de su retiro en el mismo año y su posterior muerte en 2011.
Ambientada un año después de los sucesos de Spider-Man 2, sigue a Peter Parker mientras se prepara para su futuro con Mary Jane Watson, al tiempo que se enfrenta al verdadero asesino del tío Ben, Flint Marko, que se convierte en el Hombre de Arena tras un extraño accidente, y a Harry Osborn, su antiguo mejor amigo, que ahora conoce la identidad de Peter y busca vengar a su padre; su trabajo en el Daily Bugle se ve amenazado por la presencia de un fotógrafo rival llamado Eddie Brock. Peter también se enfrenta a su mayor desafío cuando se une a un simbionte extraterrestre que aumenta sus habilidades pero amplifica su ira y otros rasgos negativos.
El desarrollo de Spider-Man 3 comenzó inmediatamente después del éxito de Spider-Man 2 para un estreno en 2007. Durante la preproducción, Raimi quería dos villanos, Harry Osborn y el Hombre de Arena. A petición del productor Avi Arad, añadió a Venom a la lista, y los productores también solicitaron la incorporación de Gwen Stacy. La fotografía principal comenzó en enero de 2006 y tuvo lugar en Los Ángeles y Cleveland antes de trasladarse a Nueva York desde mayo hasta julio de 2006. Después de agosto se realizaron tomas adicionales y la película se terminó en octubre de 2006. Durante la posproducción, Sony Pictures Imageworks creó más de 900 planos de efectos visuales. El compositor Danny Elfman, que había hecho la música de las entregas anteriores, decidió no volver debido a diferencias creativas y conflictos con Raimi durante la realización de la anterior, por lo que Christopher Young compuso la partitura en ausencia de Elfman. Con un presupuesto estimado entre 258 y 350 millones de dólares, era la más cara de la historia en el momento de su estreno.
Spider-Man 3 se estrenó el 16 de abril de 2007 en Tokio y el 4 de mayo en Estados Unidos, tanto en salas convencionales como IMAX. Recaudó 895 millones de dólares en todo el mundo, convirtiéndose en la película más taquillera de la trilogía, la tercera más taquillera de 2007 y la décima más taquillera de todos los tiempos en su momento. También ha sido la cinta de Spider-Man más taquillera hasta que fue superada por Spider-Man: Far From Home en 2019. A diferencia de las entregas anteriores, recibió reseñas dispares por parte de la crítica.
Una cuarta entrega, titulada Spider-Man 4, iba a lanzarse el 6 de mayo de 2011, seguida de una película derivada de Venom, junto con una quinta y sexta, tituladas Spider-Man 5 y Spider-Man 6 respectivamente, pero todas fueron canceladas. La serie de Spider-Man se reinició dos veces; primero con The Amazing Spider-Man (2012) de Marc Webb y protagonizada por Andrew Garfield; y más tarde una nueva ambientada dentro del Universo cinematográfico de Marvel (MCU) dirigida por Jon Watts y protagonizada por Tom Holland, comenzando con Spider-Man: Homecoming (2017). Spider-Man: No Way Home (2021) exploró el concepto del multiverso para conectarlas y personajes anteriores con el MCU, con Maguire y Church retomando sus papeles. Finalmente se produjeron un filme de Venom y una secuela con otra versión del personaje de Eddie Brock, que se estrenaron en 2018, 2021 y 2024 respectivamente.

## Argumento
Un año después del sacrificio del Dr. Otto Octavius, Peter Parker (Tobey Maguire) planea pedirle matrimonio a Mary Jane Watson (Kirsten Dunst), que ha debutado en un musical en Broadway. En Central Park, un meteorito aterriza cerca de los dos, del que rezuma un simbionte extraterrestre que sigue a Peter hasta su apartamento enganchándose a su moto. Harry Osborn (James Franco), al saber que Peter es el Hombre Araña, decide vengar la muerte de su padre. Utilizando el gas para mejorar el rendimiento de Norman Osborn y la tecnología del Duende Verde, enfrenta al Hombre Araña, sin embargo éste consigue noquearlo, por lo que Harry cae al suelo desde gran altura y desarrolla una amnesia parcial, olvidando los últimos acontecimientos. Mientras tanto, la policía persigue al convicto fugado Flint Marko (Thomas Haden Church), quien intenta robar dinero para poder costear el tratamiento para la enfermedad de su hija, a quien visita antes de huir. Al caer en un acelerador de partículas experimental que fusiona su cuerpo con la arena circundante, adquiere la capacidad de controlar y reformar su cuerpo con arena, convirtiéndose en el Hombre de Arena.
Durante un festival en honor al Hombre Araña por salvar la vida de Gwen Stacy (Bryce Dallas Howard), Peter la besa para complacer a la multitud, enfadando a Mary Jane. Luego de esto, Marko roba un camión blindado y escapa tras derrotar al superhéroe. El capitán de la policía de Nueva York, George Stacy (James Cromwell), el padre de Gwen, le informa a Peter y a su tía May (Rosemary Harris) de que Marko es el verdadero asesino del tío Ben (Cliff Robertson); descubriéndose que el sospechoso inicial Dennis Carradine (Michael Papajohn) no era más que su cómplice. En su apartamento, el simbionte envuelve y asimila el traje de Peter mientras éste duerme en él a la espera de que el villano salga de su escondite. Peter despierta en lo alto de un edificio, descubriendo que su traje se ha teñido de negro y ha potenciado sus poderes; sin embargo, sin que él lo sepa, su nuevo traje también amplifica los rasgos agresivos y arrogantes de su personalidad.
Peter localiza a Marko y lo enfrenta en un túnel del metro. Al descubrir que el agua es su debilidad, abre una tubería, liberando agua que lo reduce a barro y lo arrastra a una alcantarilla. El cambio de actitud de Peter aleja a Mary Jane, que también recibe reseñas negativas de la crítica. Ella comparte un tierno momento con Harry e incluso se besan, pero luego se marcha arrepentida. Urgido por una alucinación de su padre Norman Osborn (Willem Dafoe), Harry se recupera de su amnesia y obliga a Mary Jane a romper con Peter. Más tarde, Harry se reúne con Peter y le dice que Mary Jane lo ama. Bajo la influencia del simbionte, Peter se enfrenta a Harry y le dice rencorosamente que su padre nunca lo quiso. Cuando Peter se marcha tras una pelea, Harry le lanza una calabaza bomba pero Peter se la devuelve, quemando la cara de Harry.
En el Daily Bugle, Peter desenmascara al fotógrafo rival Eddie Brock (Topher Grace), cuyas fotos falsas incriminan al Hombre Araña. El editor J. Jonah Jameson (J. K. Simmons), indignado por tener que publicar una retractación, despide a Brock y asciende a Peter a fotógrafo de plantilla. Más tarde, Peter lleva a Gwen a un club de jazz donde ahora trabaja Mary Jane, en un intento de ponerla celosa. Al darse cuenta de sus verdaderas intenciones, Gwen se disculpa con Mary Jane y se marcha. Tras agredir a los porteros y golpear accidentalmente a Mary Jane, Peter se da cuenta de que el simbionte lo está corrompiendo. Retirándose al campanario de una iglesia y descubriendo que el sonido del metal al chocar debilita a la criatura, se quita el simbionte. Sin embargo, Brock, testigo del suceso, se convierte en el nuevo huésped del simbionte.
Como Venom, Brock localiza a un Marko aún con vida y lo convence de unir fuerzas para matar al superhéroe. Brock secuestra a Mary Jane y la mantiene cautiva de una telaraña en una obra en construcción, con la intención de matarla en venganza porque Peter lo humilló, mientras Marko mantiene a raya a la policía. Peter le pide ayuda a Harry, quien enfadado porque ha quedado desfigurado tras su último enfrentamiento se niega. Luego de esto, el mayordomo de Harry le revela que la muerte de Norman no fue culpa del Hombre Araña. Mientras Brock y Marko lo inmovilizan y están a punto de matarlo, Harry llega para ayudarlo y salvar a Mary Jane. Brock intenta empalar a Peter con el planeador de Harry, pero éste salta para protegerlo y es herido de muerte. Mientras recuerda la debilidad del simbionte, Peter monta un perímetro de tubos metálicos para crear un ataque sónico, debilitándolo y logrando separarlo de Brock.
Peter activa una bomba calabaza y la lanza contra el simbionte sin huésped. Habiéndose vuelto adicto a su influencia, Brock intenta salvarlo, pero ambos son vaporizados. Marko explica que la muerte del tío Ben fue un accidente, ya que se le disparó el arma sin intención, que la culpa lo ha perseguido desde entonces y que todo lo malo que ha hecho ha sido para ayudar a su hija. Peter lo perdona permitiéndole escapar. Peter y Harry se reconcilian antes de que este último muera a causa de sus heridas. Algún tiempo después del funeral de Harry, Peter visita a Mary Jane en el club de jazz, donde se abrazan y comparten un baile.

## Reparto
- Tobey Maguire como Peter Parker / Spider-Man: un superhéroe, brillante estudiante de física en la Universidad de Columbia y fotógrafo del Daily Bugle. Mientras crece su orgullo y la ciudad empieza a abrazarlo por primera vez en su carrera, un simbionte alienígena se adhiere a su traje e influye negativamente en su comportamiento. Maguire dijo que le encantó la oportunidad de interpretar a un Peter menos tímido en esta película.[8]
- Kirsten Dunst como Mary Jane «MJ» Watson: la novia de Peter Parker y actriz de Broadway, a la que él ama desde la infancia. Tiene una racha de mala suerte en la película, que recuerda a la desgracia de Peter en Spider-Man 2, luchando en su carrera debido a las críticas negativas y perdiendo a su novio cuando el simbionte se apodera de él.[8] En un principio, no estaba previsto que los villanos la secuestraran durante el clímax, ya que Raimi pensó que esto sería repetitivo a lo largo de toda la trilogía; sin embargo, esta decisión se cambió a finales de la producción.[9]
- James Franco como Harry Osborn / Nuevo Duende Verde: el hijo de Norman Osborn y mejor amigo de Peter Parker, quien cree que Spider-Man mató a su padre. Tras enterarse de que Peter es el superhéroe y de que Norman era el Duende Verde, Harry retoma el camino donde lo dejó su padre y se convierte en el Nuevo Duende para luchar contra su antiguo amigo.[8]
- Thomas Haden Church como Flint Marko / Hombre de Arena: un ladrón de poca monta con una exesposa y una hija enferma para la que roba dinero con el fin de ayudar a conseguir el tratamiento para curarla. Se transforma en el Hombre de Arena tras un extraño accidente y provoca la ira de Peter cuando éste se entera de que es el asesino real de su tío Ben. Church fue elegido para el papel del villano por su premiada interpretación en la película Sideways,[10] y aceptó a pesar de la falta de guion en aquel momento. El Hombre de Arena de esta película posee una simpatía similar a la exhibida por Lon Chaney Jr. en sus retratos de criaturas incomprendidas, así como el monstruo de Frankenstein, el Gólem,[11] y las interpretaciones de Andy Serkis de Gollum y King Kong.[12] Church hizo ejercicio durante dieciséis meses para mejorar su físico,[13] ganando 28 libras de músculo y perdiendo diez libras de grasa.[14] Sobre su interpretación, Church expresó que «[los villanos] con conciencia se dan cuenta con tristeza de quiénes son y del monstruo en que se han convertido; hay una sensación de arrepentimiento. Por eso, al final de estas películas hay una resonancia dramática que realmente se queda en el público».[12]
- Topher Grace como Eddie Brock Jr. / Venom: el rival de Peter en el Daily Bugle, quien lo desenmascara por crear una falsa imagen incriminatoria de Spider-Man. Brock aprovecha la oportunidad de vengarse de Peter cuando se une al simbionte extraterrestre. Grace había impresionado a los productores con su interpretación en la película In Good Company. Gran aficionado a los cómics, leyó de niño las primeras historias de Venom.[13] Pasó seis meses haciendo ejercicio para prepararse para el papel, ganando diez kilos de músculo.[15] Abordó el personaje como alguien bajo la influencia, similar a un alcohólico o un drogadicto,[16] e interpretó que había tenido una mala infancia, que es la diferencia clave entre Brock y Peter.[17] A Grace el traje le resultaba desagradable, ya que había que untarlo constantemente para darle un aspecto y un tacto líquidos. Tardaba una hora en ponerse el traje y cuatro horas en colocarse las prótesis. También llevaba colmillos, que le lastimaban las encías.[18]
- Bryce Dallas Howard como Gwen Stacy: una modelo, compañera de laboratorio de Peter y exnovia de Brock. Peter la invita a salir para sacarle celos a Mary Jane mientras está poseído por el simbionte. Howard dijo que el reto de interpretar el papel consistía en recordarles a muchos fanáticos al personaje bonachón que fue el primer amor de Peter en los cómics, pero que en la película era «la otra mujer». Howard se esforzó por crear la sensación de que Gwen podría ser potencialmente una futura novia para él y que «no actuaba como una especie de fulana robahombres».[19] Howard realizó muchas de sus acrobacias, sin saber que estaba embarazada de varios meses.[8]
- James Cromwell como el Capitán George Stacy: el padre de Gwen y capitán del Departamento de Policía de Nueva York.[20]
- Rosemary Harris como May Parker: la tía de Peter Parker y viuda de Ben Parker, tío de Peter. Le entrega a Peter su anillo de compromiso para que pueda proponerle matrimonio a Mary Jane y le da lecciones sobre el perdón.[20]
- J. K. Simmons como J. Jonah Jameson: el redactor jefe del Daily Bugle. Siente especial aversión por Spider-Man, a quien considera un criminal e intenta desacreditar por todos los medios.[20]

Varios actores retoman sus papeles de las películas anteriores. Dylan Baker interpreta al Dr. Curt Connors, un profesor universitario de física con el que estudia Peter, mientras que Willem Dafoe aparece como Norman Osborn / Duende Verde, el difunto padre de Harry, que regresa como una alucinación para animar a su hijo a destruir a Spider-Man, y Cliff Robertson aparece como Ben Parker, el difunto tío de Peter, en su última aparición como actor antes de su jubilación y posterior muerte en 2011. Bill Nunn, Ted Raimi, Michael Papajohn, John Paxton y Elizabeth Banks regresan como Robbie Robertson, trabajador del Daily Bugle desde hace mucho tiempo; Ted Hoffman, también trabajador del Daily Bugle; Dennis Carradine, el difunto ladrón de coches que fue asumido erróneamente como el asesino del tío Ben; Bernard Houseman, el mayordomo de la familia Osborn; y Betty Brant, la recepcionista de J. Jonah Jameson en el Daily Bugle, respectivamente. Además, Elya Baskin vuelve a interpretar al Sr. Ditkovich, el casero de Peter, mientras que Mageina Tovah retoma el papel de su hija Ursula Ditkovich, la también vecina y amiga de Peter. Joe Manganiello tiene un cameo retomando su papel de la primera cinta como Flash Thompson, el exrival de Peter. Becky Ann Baker aparece como la Sra. Stacy. Theresa Russell y Perla Haney-Jardine interpretan a Emma Marko y Penny Marko, la esposa y la hija del Hombre de Arena respectivamente.
El cocreador de Spider-Man, Stan Lee, tiene un cameo en la película como un hombre en el Times Square que mantiene una conversación con Peter sobre Spider-Man. Lee que también tiene apariciones breves en las películas anteriores, se refirió a su participación en esta película como su «mejor cameo». El actor Bruce Campbell, que tuvo cameos como el locutor de un ring de lucha libre en Spider-Man y como un acomodador presumido en Spider-Man 2, regresa en esta película con un nuevo cameo como un maître francés. Originalmente su personaje, que ayuda a Peter a intentar proponerle matrimonio a Mary Jane, era antagónico. El compositor Christopher Young aparece en la película como un pianista en el teatro donde Mary Jane trabaja como actriz antes de ser despedida en la misma escena, mientras que el productor Grant Curtis hace un cameo como el conductor de un coche blindado que el Hombre de Arena ataca. El cómico Dean Edwards interpreta a uno de los lectores de periódicos que hablan mal de Spider-Man. El presentador de noticias de 75 años, Hal Fishman, aparece como él mismo informando en su noticiero sobre el secuestro de Mary Jane por parte de Venom. Fishman murió tan sólo catorce semanas después del estreno de la cinta. La actriz Lucy Gordon aparece como la presentadora de noticias Jennifer Dugan. Adrian Lester fue elegido como el Dr. Phil Wallace, médico encargado del tratamiento de la hija de Marko, sin embargo, sus escenas fueron eliminadas.

## Producción

### Desarrollo
En marzo de 2004, con Spider-Man 2 a la venta en junio, Sony anunció que Spider-Man 3 ya estaba en desarrollo para el verano de 2007. Tras el estreno de Spider-Man 2, ya se había fijado la fecha de lanzamiento para el 2 de mayo de 2007, antes de que comenzara la producción de la secuela. La fecha se cambió posteriormente al 4 de mayo de 2007. En enero de 2005, Sony Pictures cerró un acuerdo de siete cifras con el guionista Alvin Sargent, autor de Spider-Man 2, para que escribiera la película con opción a una cuarta.
Inmediatamente después del estreno de Spider-Man 2, Ivan Raimi escribió un tratamiento durante dos meses, con Sam Raimi decidiendo utilizarla para explorar a Peter aprendiendo que no es un justiciero sin pecado, y que también puede haber humanidad en aquellos que considera criminales. Harry Osborn regresó porque Raimi quería concluir su línea argumental. Sentía que Harry no seguiría el legado de su padre, sino que estaría «en algún punto intermedio». El Hombre de Arena fue introducido como antagonista, ya que lo encontró un personaje visualmente fascinante. Aunque es un delincuente de poca monta en los cómics, los guionistas crearon un trasfondo en el que el personaje era el asesino del tío Ben para aumentar el sentimiento de culpa de Peter por su muerte y cuestionar su percepción simplista del suceso. En general, Raimi la describió como sobre Peter, Mary Jane, Harry y el Hombre de Arena, siendo el viaje de Peter el del perdón.
Raimi quería otro villano, y Ben Kingsley participó en las negociaciones para interpretar al Buitre antes de que el personaje fuera eliminado. En el guion se consideraba como cómplice de Flint Marko. El productor Avi Arad convenció a Raimi para que incluyera a Venom, un personaje cuya «falta de humanidad» había sido criticada inicialmente por el director. El alter-ego, Eddie Brock, ya tenía un papel secundario en el guion. Arad creía que la serie se había basado demasiado en los villanos favoritos de Raimi, y no en protagonistas que interesaran realmente a los fanáticos modernos, así que lo incluyó para complacerlos, e incluso empezó a apreciar al propio personaje. La versión cinematográfica es una amalgama de las historias. Edward Brock Jr., la parte humana, sirve de espejo a Peter Parker, ya que ambos tienen trabajos e intereses románticos similares. Las acciones de Brock como periodista en Spider-Man 3 también representan temas contemporáneos de paparazzi y periodismo sensacionalista. Los productores también sugirieron añadir el interés amoroso rival Gwen Stacy, rellenando un tipo de «otra chica» que Raimi ya había creado. Con tantos añadidos, Sargent pronto encontró su guion tan complejo que consideró dividirlo en dos filmes, pero abandonó la idea al no poder crear un clímax intermedio satisfactorio.

### Rodaje
Los equipos de cámara dedicaron dos semanas, del 5 al 18 de noviembre de 2005, a filmar secuencias que implicarían intensos efectos visuales para que Sony Pictures Imageworks pudiera empezar a trabajar en las tomas en una fase temprana del proyecto. En Spider-Man 2 se tomaron las mismas medidas para empezar a producir con antelación los efectos visuales de las secuencias en las que interviene el villano Doctor Octopus.
El rodaje principal comenzó el 16 de enero de 2006 y terminó en julio, tras más de cien días. Rodó en Los Ángeles hasta el 19 de mayo de 2006. En la primavera de 2006, el director de localizaciones cinematográficas Peter Martorano llevó equipos de cámara a Cleveland, Ohio, gracias a que la Greater Cleveland Film Commission ofreció espacio de producción en el centro de centro de convenciones de la ciudad sin coste alguno. En Cleveland, rodaron la batalla entre Spiderman y el Hombre de Arena en el coche blindado. Posteriormente, se trasladaron a Manhattan, donde la grabación tuvo lugar en varios lugares, entre ellos One Chase Manhattan Plaza, desde el 26 de mayo de 2006 hasta el 1 de julio de 2006. Supuso una carga para Raimi, que a menudo tenía que moverse entre varias unidades para completar la película. También fue difícil para el director de fotografía Bill Pope, ya que el simbionte Spider-Man, Venom y el Nuevo Duende iban vestidos de negro durante las escenas de lucha nocturnas. Para la escena del breakdance, Maguire al principio no quería bailar, pero cedió después de que Pomerhn Derrick le enseñara algunos pasos de baile de Fred Astaire.
Después de agosto, se llevaron a cabo pick-up mientras Raimi trataba de filmar más escenas de acción.Se terminó de rodar en octubre, aunque un mes más tarde se realizaron tomas adicionales de efectos especiales para finalizar la producción.A principios de 2007, se produjeron nuevas tomas sobre la resolución de la historia del Hombre de Arena, hasta llegar a cuatro versiones diferentes.

### Efectos visuales
John Dykstra, que ganó el Premio de la Academia a los mejores efectos visuales por su trabajo en Spider-Man 2, declinó trabajar en la tercera película como supervisor de efectos visuales. El colega de Dykstra, Scott Stokdyk, ocupó su lugar como supervisor, dirigiendo a doscientos programadores en Sony Pictures Imageworks. Este grupo diseñó programas informáticos específicos que no existían cuando Spider-Man 3 comenzó la producción, creando novecientas tomas de efectos visuales.
Además de los innovadores efectos visuales de la película, Stokdyk creó una miniatura de la sección de un rascacielos a escala 1:16 con Ian Hunter y David Sanger de New Deal Studios. Stokdyk optó por diseñar la miniatura en lugar de utilizar imágenes generadas por computadora, de modo que los daños causados al edificio pudieran representarse de manera realista y oportuna sin conjeturas que involucraran modelos de computadora. Además de Sony Pictures Imageworks, Cafe FX proporcionó efectos visuales para la escena del desastre de la grúa cuando Spider-Man rescata a Gwen Stacy, así como tomas de la batalla culminante. Para comprender los efectos de la arena para el Hombre de Arena, se realizaron experimentos con doce tipos de arena, como salpicar, lanzarla a los especialistas y verterla sobre repisas. Los resultados se imitaron en la computadora para crear los efectos visuales del Hombre de Arena.  Para las escenas que involucraban efectos visuales, la iglesia de Thomas Haden se superpuso en la pantalla, donde luego se aplicaron imágenes generadas por computadora. Dado que la arena era un posible peligro en las escenas en las que los actores enterraban, se utilizaron mazorcas de maíz molidas como sustituto. Debido a su parecido con la sustancia, se utilizó arena de Arizona como modelo para la arena en CGI. En una pelea en la que Spider-Man atraviesa el pecho de Sandman, el experto en artes marciales amputado  Baxter Humby tomó el lugar de Tobey Maguire en el rodaje de la escena. Humby, cuya mano derecha fue amputada al nacer, ayudó a lograr el efecto deseado de atravesar el pecho del Hombre de Arena.La productora Laura Ziskin dijo que solo el presupuesto de efectos visuales fue aproximadamente un 30% más que la película anterior.
Mientras que el traje simbionte usado por Spider-Man en los cómics era un traje negro liso con una gran araña blanca en la parte delantera y trasera, el diseño se cambió para que la película se convirtiera en una versión en negro del traje tradicional de Spider-Man, completo con motivos de telarañas. Como consecuencia de esto, el traje que usó Topher Grace como Venom también tenía el motivo de las correas; como señaló el productor Grant Curtis, «es el traje de Spider-Man, pero retorcido y destrozado por derecho propio». Además, el motivo dio una sensación de vida al simbionte, dándole la apariencia de aferrarse al cuerpo del personaje. Al animar el simbionte, Raimi no quería que se pareciera a una araña o un pulpo, sino que le diera una sensación de carácter. El modelo CGI está formado por muchos hilos separados. Al animar al propio Venom, los animadores observaron imágenes de grandes felinos como leones y guepardos para los ágiles movimientos del personaje.

### Escenas eliminadas
Cuando fue entrevistado en el estreno de la película en Tokio el 16 de abril de 2007, Topher Grace dijo a Access Hollywood que a pesar de que le gustó el resultado de la película, expresó interés en que algún día se restauraran el resto de sus escenas como Eddie Brock y Venom; Luego agregó: «¿Sabes qué? Spider-Man 3.5, o como lo publiquen. Ya sabes, con escenas adicionales». Tras el estreno de la película, la investigación de los aficionados recopiló escenas eliminadas y material de archivo que mostraba a Adrian Lester en el papel del Dr. Wallace, un biólogo molecular que trabaja en una cura para la hija de Marko, y una escena de muerte alternativa para Venom intentando volver a unirse a Parker, quien a su vez habría destruido el simbionte tirando hacia abajo un cabestrillo de varillas de acero y creando un ataque sónico (aunque esto se describió en la novelización de la película).

## Música
Danny Elfman, el compositor de las entregas anteriores, optó por no regresar para la tercera entrega de Spider-Man por dificultades con el director Sam Raimi. Elfman dijo que tuvo una «experiencia miserable» trabajando con Raimi en Spider-Man 2 y que no podía adaptar cómodamente su música. Luego se anunció que Christopher Young componería la música de Spider-Man 3 en ausencia de Elfman. En cambio, Elfman decidió trabajar con el reinicio de 2006 de Charlotte's Web. Unos años más tarde, se reunió con Raimi para componer la partitura de Oz the Great and Powerful (2013).
Según Young, el tema del Hombre de Arena utiliza «dos saxofones contrabajo, dos clarinetes contrabajo, dos fagotes contrabajo y ocho trompas muy bajas» para sonar «bajo, agresivo y pesado». Young describió el tema de Venom como «Vicious, mis instrucciones al respecto fueron que él es el diablo personificado. Su tema suena mucho más demoníaco». El tema de Venom utiliza ocho trompas. Raimi aprobó los nuevos temas durante su primera actuación, pero rechazó la música inicial del nacimiento del Hombre de Arena, considerándola demasiado monstruosa y no lo suficientemente trágica. Young tuvo que recomponer gran parte de su música en una etapa posterior, ya que los productores sintieron que no había suficientes temas de las películas anteriores. Al final, se eliminaron nuevos temas para la historia de amor, la tía May y Mary Jane.

## Marketing
El 28 de junio de 2006, se estrenó en los cines el primer avance de Spider-Man 3 con Superman Returns. El primer tráiler se estrenó en los cines el 17 de noviembre de 2006 con el debut de Casino Royale y Happy Feet. A esto le siguió un segundo tráiler, que se dio a conocer el 9 de marzo de 2007, y se adjuntó a las proyecciones de 300. Los lanzamientos de videos caseros de Click y Monster House también contenían avances de Spider-Man 3. En la ciudad de Nueva York, la ciudad natal del universo ficticio de Spider-Man, las atracciones turísticas organizaron eventos y exhibiciones el 30 de abril de 2007 antes del lanzamiento de Spider-Man 3. La campaña única incluyó una exhibición de arañas en el Museo Americano de Historia Natural, talleres sobre plantas de araña bebé en el Jardín Botánico de Nueva York, un taller de fabricación de máscaras del Duende Verde en el Museo Infantil de Manhattan y una búsqueda del tesoro y una exhibición de insectos en Central Park.
Los socios promocionales incluyen Burger King, 7-Eleven, General Mills, Kraft Foods y Comcast. Hasbro, que posee la licencia de los personajes de Marvel, lanzó varios juguetes para relacionarlos con la película. Incluyen un lanzador de telarañas giratorio de lujo, junto con varias líneas de figura de acción dirigidas tanto a niños como a coleccionistas. Los juguetes del Duende Verde y el Doctor Octopus de las dos primeras películas se han relanzado para que coincidan con la escala más pequeña de las nuevas figuras, al igual que los juguetes del Lagarto, el Escorpión, Kraven el Cazador y Rhino en un estilo que recuerda a las películas. Techno Source creó juguetes interactivos, incluido un «dispositivo Battle Tronics portátil que se sujeta al interior de la muñeca del jugador e imita los movimientos de lanzamiento de telarañas de Spidey».  La japonesa Medicom Toy Corporation produjo artículos coleccionables, que Sideshow Collectibles distribuyó en los EE. UU.

## Lanzamiento

### Teatral

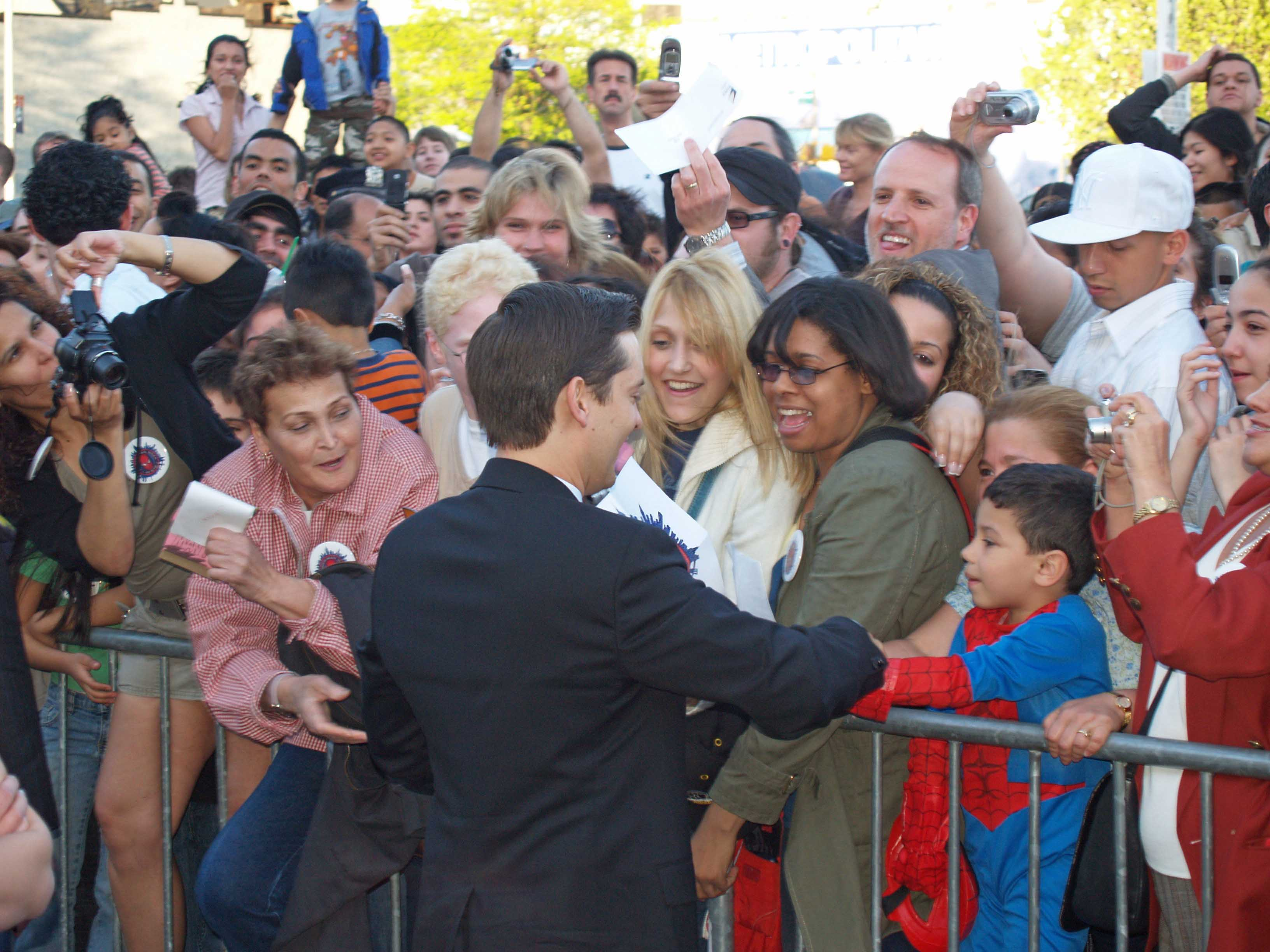
Tobey Maguire en el estreno de Spider-Man 3 en Queens (Nueva York)

Spider-Man 3 tuvo su estreno mundial en Toho Cinemas Roppongi Hills en Tokio el 16 de abril de 2007. La película tuvo su estreno en el Reino Unido el 23 de abril de 2007 en el Odeon Leicester Square, y Estados Unidos. El estreno tuvo lugar en el Festival de Cine de Tribeca en Queens el 30 de abril de 2007.
Spider-Man 3 se estrenó comercialmente en dieciséis territorios el 1 de mayo de 2007. La película se estrenó en Japón el 1 de mayo de 2007, tres días antes del estreno comercial en Estados Unidos, coincidiendo con la Semana Dorada de Japón. Spider-Man 3 también se estrenó en China el 3 de mayo de 2007 para evitar el crecimiento del mercado de copias sin licencia de la película. El estreno de una película por parte del estudio en China antes de su estreno nacional fue una novedad para Sony Pictures Releasing International. Para el 6 de mayo de 2007, Spider-Man 3 se había estrenado en 107 países de todo el mundo.
La película se estrenó comercialmente en los Estados Unidos el 4 de mayo de 2007 en un total récord en América del Norte de 4.253 salas, incluidas cincuenta y tres salas IMAX. El número récord de salas fue posteriormente batido por Piratas del Caribe: en el fin del mundo, que se estrenó en 4.362 salas en los Estados Unidos, 109 más que Spider-Man 3. Fue la novena película que se proyectó en más de 4.000 salas de cine tras su estreno, justo después de Shrek 2, Spider-Man 2, El espantatiburones, Madagascar, Mission: Impossible III, Vecinos invasores, Superman Returns y Pirates of the Caribbean: Dead Man's Chest. Los datos de seguimiento un mes antes del estreno en Estados Unidos reflejaron más del 90% de conocimiento y más del 20% de primera elección entre los cinéfilos, estadísticas que estimaron un fin de semana de estreno de más de 100 millones de dólares para Spider-Man 3. El 23 de abril de 2007 se informó que las entradas en Internet para Spider-Man 3 se habían comprado a un ritmo más rápido (tres veces en Movietickets.com y cuatro veces en Fandango) que la venta de entradas en Internet para Spider-Man 2. El 2 de mayo de 2007, Fandango informó que la tasa de ventas era seis veces mayor que la tasa de Spider-Man 2. La fuerte venta de entradas hizo que los cines agregaran funciones a las 3:00 a. m. después de la función de medianoche del 4 de mayo de 2007 para satisfacer la demanda. El canal FX firmó un contrato de cinco años por los derechos televisivos de Spider-Man 3, que comenzaron a emitirse en 2009. El precio se basó en el desempeño de taquilla de la película, con una opción de tres oportunidades para que Sony vendiera los derechos a una o más redes de difusión.

### Medios domésticos
Spider-Man 3 se lanzó en DVD de la Región 4 (pantalla panorámica anamórfica) en Australia el 18 de septiembre de 2007. Para la Región 2 en el Reino Unido, la película se estrenó el 15 de octubre de 2007. Spider-Man 3 se lanzó en DVD en los territorios de la Región 1 el 30 de octubre de 2007. La película está disponible en ediciones de uno y dos discos, tanto en formato estándar como Blu-ray, así como paquetes con películas anteriores y un lanzamiento de PSP.
Sony anunció planes para crear «una de las campañas de marketing más grandes» en Hollywood para el lanzamiento del DVD el 30 de octubre de 2007. A partir de una asociación con Papa John's. Sony imprimió cerca de 8.500 millones de impresiones para cajas de pizza, televisión, radio y anuncios en línea. Sony también trabajó con Pringles Potato Crisp, Blu-Tack, Jolly Time Pop Corn y Nutella. La vicepresidenta de marketing de Sony, Jennifer Anderson, afirmó que el estudio gastó aproximadamente entre el 15% y el 25% de su presupuesto de marketing en campañas publicitarias digitales; A partir de esto, Papa John's envió mensajes de texto a teléfonos móviles con anuncios. Anderson afirmó que se realizarían tres sorteos para los consumidores, donde podrían ganar premios de Sony y sus socios promocionales.
En Estados Unidos, la película recaudó más de 125 millones de dólares en ventas de DVD. También recaudó más de 43,76 millones de dólares en alquiler de DVD/vídeo doméstico en 11 semanas. Sin embargo, los resultados de ventas de DVD de esta película no cumplieron con las expectativas de la industria. Ocupó el tercer lugar en la lista de ventas, detrás de I Now Pronounce You Chuck & Larry y Ratatouille. Las ventas de DVD de la película fueron limitadas debido a la decisión de Sony de incluir la versión Blu-ray de la película con su nueva consola de juegos PlayStation 3 y su reproductor de Blu-ray. Spider-Man 3 se incluyó en The Spider-Man Legacy Collection, que incluye cinco películas importantes de Spider-Man en una colección Blu-Ray 4K UHD que se lanzó el 17 de octubre de 2017.
En abril de 2021, Disney y Sony Pictures llegaron a un acuerdo de varios años para permitir que los títulos de Sony, incluidas las franquicias anteriores de Spider-Man y el contenido de SSU, se transmitieran en Hulu y Disney+. Una cantidad significativa de títulos de Sony comenzaron a transmitirse en Hulu a partir de junio de 2021. Incluye películas de 2022 en adelante. Si bien el acuerdo solo afecta a los Estados Unidos, los títulos de Sony Pictures comenzaron a agregarse también a Disney+ en regiones fuera de los EE. UU., ya en junio de 2022, comenzando con la mayoría de las películas de Spider-Man. La trilogía Spider-Man de Raimi se lanzó en Disney+ el 21 de abril de 2023.

### Spider-Man 3: Editor's Cut(2017)
En 2017, Sony lanzó una «versión del editor» de Spider-Man 3 que coincidió con el décimo aniversario de la película, que se incluye en la colección Blu-ray Spider-Man Limited Edition el 13 de junio de 2017. La película presenta música no utilizada de Christopher Young y es dos minutos más corta que el montaje teatral. Algunas escenas se cambiaron o se eliminaron por completo, y la película incluye 3 escenas nuevas, 3 secuencias de clímax alternativas y 1 escena extendida. Spider-Man 3: Editor's Cut se relanzó más tarde con la caja Blu-ray 4K de Spider-Man Legacy Collection.
Escenas nuevas:
- Una extraña obsesión: Peter en su apartamento cuando intenta ponerse el nuevo traje lo mira con obsesión.
- Oscuridad en el día: En esta escena aparece Spider-Man con el traje negro columpiándose por la ciudad de día. En la película original solo se lo ve de noche.
- El castillo de arena: La hija de Flint se reencuentra con él en el parque pero este está camuflado como un enorme castillo de arena.

## Recepción

### Taquilla
Spider-Man 3 recaudó 336,5 millones de dólares en Norteamérica y 558,4 millones de dólares en otros países para un total mundial de 894,9 millones de dólares. A nivel mundial, es la tercera película más taquillera de 2007, la película más taquillera de la trilogía de Spider-Man de Sam Raimi, y fue la película más taquillera distribuida por Sony/Columbia hasta Skyfall de 2012. La película estableció un récord mundial en un solo día ($104 millones) en su primer viernes y rompió su propio récord nuevamente el sábado ($117,6 millones). También estableció un récord mundial en el fin de semana de estreno con 381,7 millones de dólares, superando a Star Wars: Episodio III - La venganza de los Sith. Spider-Man 3 mantendría ese récord hasta que Harry Potter y el misterio del príncipe lo consiguieron en 2009. Las proyecciones IMAX de la película alcanzaron los 20 millones de dólares en 30 días, más rápido que cualquier otra película 2D remasterizada en el formato.
En Norteamérica, Spider-Man 3 es la película número 58 con mayor recaudación, la tercera película más taquillera de la serie Spider-Man, la tercera película más taquillera distribuida por Sony/Columbia y la película más taquillera de 2007. La película vendió aproximadamente 48.914.300 entradas. Se estrenó en 4.252 salas (alrededor de 10.300 pantallas) el viernes 4 de mayo de 2007. Esto rompió el récord anterior de Shrek 2 por tener el mayor número de proyecciones. Estableció un récord de estreno y de un solo día con 59,8 millones de dólares (ambos fueron superados por primera vez por The Dark Knight). Esto incluyó 10 millones de dólares de las proyecciones de medianoche. Spider-Man 3 luego estableció un récord de fin de semana de estreno con $151,1 millones (superado por primera vez por The Dark Knight), un récord para el promedio por sala de fin de semana con $35,540 por sala (superado por primera vez por Hannah Montana & Miley Cyrus: Best of Both Worlds Concert), y un récord de fin de semana de estreno IMAX con 4,8 millones de dólares (superado por primera vez por The Dark Knight). También estableció un récord bruto de sábado (superado por The Avengers). Cuando se estrenó la película, ocupaba el primer lugar en taquilla, justo por delante de Disturbia. También dominaría las películas que se estrenaron durante la temporada de primavera de 2007, como Meet the Robinsons, Fracture y Blades of Glory. Cuando Shrek tercero se estrenó dos semanas después, Spider-Man 3 cayó al segundo lugar.
Fuera de Norteamérica, es la película número 23 con mayor recaudación, la película con mayor recaudación de la trilogía Spider-Man de Sam Raimi y la tercera película con mayor recaudación distribuida por Sony/Columbia. En su día de estreno (martes 1 de mayo de 2007), Spider-Man 3 recaudó 29,2 millones de dólares en 16 territorios, un aumento del 86% con respecto a la recaudación de Spider-Man 2 en su primer día de lanzamiento. En 10 de los 16 territorios, Spider-Man 3 estableció nuevos récords en el día de su estreno. Estos territorios son Japón, Corea del Sur, Hong Kong, Tailandia, Malasia, Singapur, Taiwán, Filipinas, Francia, e Italia. En Alemania, la película superó los ingresos brutos del día de estreno de Spider-Man 2. También aplastó el récord de Harry Potter y el cáliz de fuego de conseguir el día de apertura más importante en Francia, ganando 6,8 millones de dólares. Spider-Man 3 tuvo el tercer estreno más alto de cualquier película en Austria, después de El Señor de los Anillos: las dos torres y El Señor de los Anillos: el retorno del Rey. Su estreno japonés generó un total de 3,7 millones de dólares, lo que la convierte en la película más taquillera del martes en el país, rompiendo el récord anterior de Harry Potter y la piedra filosofal. Mientras tanto, en el Reino Unido, la película tuvo el tercer estreno más alto de cualquier película en el país, detrás de Harry Potter y el cáliz de fuego y Pirates of the Caribbean: Dead Man's Chest. Durante su fin de semana de estreno de seis días (hasta su primer domingo), la película ganó 230,5 millones de dólares en 107 mercados, terminando en el puesto número 1 en todos ellos. Spider-Man 3 estableció récords de fin de semana de estreno en 29 mercados incluidos Italia, China, Corea del Sur (este último fue superado por Piratas del Caribe: en el fin del mundo), India, Singapur, Filipinas , Hong Kong, Tailandia, Malasia, Taiwán, Indonesia, México, Brasil, Argentina, Colombia y Perú. Sin embargo, muchos de estos récords se lograron gracias a su apertura de seis días, mientras que los poseedores de récords anteriores en algunos países abrieron durante el tradicional fin de semana de tres días (fin de semana tradicional de dos, cuatro o cinco días en otros países). En India, recaudó 16,4 millones de dólares y fue la séptima película más taquillera de 2007 allí. Rusia y Ucrania ganaron 7,4 millones de dólares en 671 pantallas, destronando a El código Da Vinci. Además, cinco países asiáticos habían superado un récord de diez años que ostentaba The Lost World: Jurassic Park. En cuanto a Corea del Sur, Spider-Man 3 cruzó The Matrix Reloaded por una marca de moneda local para un estreno en Hollywood, además de superar a The Host. En Japón, ganó un total de 26,5 millones de dólares, superando el récord anterior de The Matrix Reloaded. Ocupó el primer lugar en la taquilla fuera de América del Norte durante tres fines de semana consecutivos.

### Respuesta de la crítica
En el agregador de reseñas Rotten Tomatoes, Spider-Man 3 tiene un índice de aprobación del 63% basado en 262 reseñas, con una calificación promedio de 6,2/10. El consenso de los críticos del sitio web dice: «Aunque hay más personajes y tramas, y las secuencias de acción aún deslumbran, Spider-Man 3 no es tan refinado como los dos primeros».
Manohla Dargis de The New York Times deploró el ritmo de la película como «en su mayoría trabajo pesado» y dijo que carecía de humor. Richard Roeper del Chicago Sun-Times le dio a la película dos de cuatro estrellas, sintiendo que «por cada secuencia de acción trepidante, hay demasiadas escenas lentas». David Edelstein, de la revista New York, pasa por alto la «amenaza centrífuga» del personaje de Alfred Molina y añade que «los tres villanos aquí no suman un solo Doc Ock». (refiriéndose a la interpretación que Molina hace del personaje en Spider-Man 2). James Berardinelli sintió que el director Sam Raimi «se extralimitó» al permitir tantos villanos, y dijo específicamente: «Venom es un tipo malo de más». Roger Ebert, quien le dio a Spider-Man 2 una crítica entusiasta, le dio a la secuela dos de cuatro estrellas y pensó que Church nunca expresó cómo se sentía Sandman acerca de sus nuevos poderes, algo que Molina, como Doc Ock en Spider-Man 2, hizo «con venganza»; dijo que la película era «un desastre», con demasiados villanos, tramas secundarias, malentendidos románticos, conversaciones y «multitudes callejeras mirando al aire y gritando '¡oooh!' de esta manera, luego gira y grita '¡aaah!' de esa manera». Anthony Lane, de The New Yorker, que dio una crítica favorable a Spider-Man 2, le dio a la película una crítica negativa, caracterizándola como un «desastre» que «inventa las reglas sobre la marcha».
Roger Friedman de Fox News calificó la película como una «ópera de 4 estrellas» y señaló que, aunque era larga, había mucho humor y acción. Andy Khouri de Comic Book Resources elogió la película como «fácilmente la epopeya de superhéroes más compleja y hábilmente orquestada jamás filmada... a pesar de la enorme cantidad de personajes, acción y trama de superhéroes de ciencia ficción que tiene lugar en esta película, Spider-Man 3 nunca se siente agobiado, tedioso o aburrido». Jonathan Ross, un gran admirador de los cómics, consideró que la película era la mejor de la trilogía. Richard Corliss de Time elogió a los realizadores por su capacidad para «dramatizar sentimientos de angustia y traición personal dignos de una película de Ingmar Bergman, y luego vestirlos con colores llamativos de cómic». Wesley Morris de The Boston Globe, que le dio a la película 4 de 5 estrellas, escribió que era una película nueva y bien hecha, pero que dejaría al espectador «sobresatisfecho». Jonathan Dean de Total Film consideró que la compleja trama de la película ayudó al ritmo de la película, ya que «rara vez se siente inconexa o suelta... Spider-Man consolida su vida útil». El crítico de IGN, Todd Gilchrist, consideró que la película sirvió como una conclusión satisfactoria para la serie y finalmente la calificó con ocho estrellas sobre diez. Entertainment Weekly nombró al Hombre de Arena como el octavo mejor personaje cinematográfico generado por computadora.
John Hartl de MSNBC le dio a Spider-Man 3 una crítica positiva, pero afirmó que tiene algunos defectos, como tener «demasiadas historias». Amy Biancolli del Houston Chronicle se hace eco de su opinión, quien se quejó de que «el guion está ocupado con tantos personajes secundarios y desvíos de la trama que la encantadora idiosincrasia de la serie a veces se pierde en el ruido». Jack Matthews del Daily News pensó que la película estaba demasiado dedicada a las «conversaciones tranquilas» de Peter y Mary Jane, pero que los fanáticos no se sentirían decepcionados por la acción. Finalmente, Sean Burns de Philadelphia Weekly consideró que el director «sustituyó el alcance y la escala por la calidez y el ingenio que hicieron que esas dos películas anteriores fueran tan memorables».

### Legado
El propio Raimi luego calificaría la película de «horrible» durante una entrevista de 2014. En 2018, Avi Arad aceptó la responsabilidad de presionar a Raimi para que incluyera a Venom en la película, y cómo el resultado final había decepcionado a muchos fanáticos del personaje, diciendo: «Creo que aprendimos que Venom no es un espectáculo secundario. Para ser justos, me sentiré culpable por lo que Sam Raimi solía decir en todas estas entrevistas, sintiéndome culpable por haberlo forzado a hacerlo». En 2021, Raimi reconoció que la reacción negativa de Internet hacia Spider-Man 3 en ese momento se sintió «horrible» y le había resultado difícil de aceptar, pero cuando su agente le dijo que Marvel Studios lo estaba considerando para dirigir Doctor Strange en el multiverso de la locura (2022), se preguntó si podría hacer otra película de superhéroes, pero finalmente decidió dirigir la película.
Tras su recepción mixta inicial, Spider-Man 3 ha ganado una gran popularidad como meme en las redes sociales, convirtiéndose también en objeto de alguna revaluación de los fanáticos. La personalidad corrupta de Peter Parker bajo el simbionte de Venom ha sido apodada «Bully Maguire» o «Emo Peter Parker» y ha ayudado a aumentar la popularidad de la película. El personaje pavoneándose por las calles durante la escena del montaje de la película se utilizó como contenido opcional en Destiny 2.
Screen Rant citó al Hombre de Arena (junto al Doctor Octopus), como el mejor villano de la trilogía, mientras que The Washington Post lo clasificó como el sexto mejor villano de todas las películas de acción real de Spider-Man. Em Casalena de Screen Rant la revaluó como la quinta película de superhéroes más subestimada jamás realizada. MovieWeb la citó como la mejor película dirigida por Sam Raimi, mientras que Paste la clasificó como la 63.ª mejor película de superhéroes de todos los tiempos.

### Premios y nominaciones
Tanto la 35.ª edición de los premios Annie como la 61.ª edición de los premios de cine de la Academia Británica le dieron a esta película una nominación, la primera a Mejores efectos animados y la segunda a Mejores efectos visuales especiales. Spider-Man 3 no ganó ninguna de las cuatro nominaciones a los premios Visual Effects Society que recibió. Las actuaciones de Dunst y Maguire les valieron a cada uno una nominación a los Premios Nacionales de Cine. También recibió otra nominación a Actriz de Película Favorita en la ceremonia de los Kids' Choice Awards de 2008. A la película le fue mejor en los Teen Choice Awards, con un total de siete nominaciones, que van desde Mejor villano de la película (para Grace) hasta Elección de película de baile (para Maguire) y Bloqueo de labios de película elegida (compartida entre Maguire y Dunst).
| Año  | Premio                                    | Categoría                                                        | Nominados                                                              | Resultado | Ref.    |
| ---- | ----------------------------------------- | ---------------------------------------------------------------- | ---------------------------------------------------------------------- | --------- | ------- |
| 2007 | Golden Trailer Awards                     | Mejor superproducción de verano                                  | Spider-Man 3                                                           | Ganador   | [ 163 ] |
| 2007 | Premios Nacionales de Cine                | Mejor película familiar                                          | Spider-Man 3                                                           | Nominado  | [ 164 ] |
| 2007 | Premios Nacionales de Cine                | Mejor interpretación femenina                                    | Kirsten Dunst                                                          | Nominado  | [ 164 ] |
| 2007 | Premios Nacionales de Cine                | Mejor interpretación masculina                                   | Tobey Maguire                                                          | Nominado  | [ 164 ] |
| 2007 | Teen Choice Awards                        | Elección de actor de película de acción                          | Tobey Maguire                                                          | Nominado  | [ 165 ] |
| 2007 | Teen Choice Awards                        | Elección de actriz de película de acción                         | Kirsten Dunst                                                          | Nominado  | [ 165 ] |
| 2007 | Teen Choice Awards                        | Película de acción elegida                                       | Spider-Man 3                                                           | Nominado  | [ 165 ] |
| 2007 | Teen Choice Awards                        | Elección de película de baile                                    | Tobey Maguire                                                          | Nominado  | [ 165 ] |
| 2007 | Teen Choice Awards                        | Bloqueo de labios de película elegida                            | Tobey Maguire y Kirsten Dunst                                          | Nominado  | [ 165 ] |
| 2007 | Teen Choice Awards                        | Elección de la película Rumble                                   | Tobey Maguire y James Franco contra Topher Grace y Thomas Haden Church | Nominado  | [ 165 ] |
| 2007 | Teen Choice Awards                        | Mejor villano de la película                                     | Topher Grace                                                           | Nominado  | [ 165 ] |
| 2007 | BKN Awards                                | Película más BKN                                                 | Spider-Man 3                                                           | Nominado  | [ 166 ] |
| 2008 | Premios Annie                             | Mejores efectos animados                                         | Ryan Laney                                                             | Nominado  | [ 167 ] |
| 2008 | Premios BAFTA                             | Mejores efectos visuales especiales                              | Scott Stokdyk, Peter Nofz, Kee-Suk Ken Hahn y Spencer Cook             | Nominado  | [ 168 ] |
| 2008 | Kids' Choice Awards                       | Actriz de película favorita                                      | Kirsten Dunst                                                          | Nominado  | [ 169 ] |
| 2008 | MTV Movie Award                           | Mejor pelea                                                      | James Franco y Tobey Maguire                                           | Nominado  | [ 170 ] |
| 2008 | MTV Movie Award                           | Mejor villano                                                    | Topher Grace                                                           | Nominado  | [ 170 ] |
| 2008 | Premios People's Choice                   | Emparejamiento favorito en pantalla                              | Tobey Maguire y Kirsten Dunst                                          | Nominado  | [ 171 ] |
| 2008 | Premios People's Choice                   | Threequel favorito                                               | Spider-Man                                                             | Nominado  | [ 171 ] |
| 2008 | Premios Saturn                            | Mejor director                                                   | Sam Raimi                                                              | Nominado  | [ 172 ] |
| 2008 | Premios Saturn                            | Mejor película de fantasía                                       | Spider-Man 3                                                           | Nominado  | [ 172 ] |
| 2008 | Premios Saturn                            | Mejores efectos especiales                                       | Scott Stokdyk, Peter Nofz, Spencer Cook y John Frazier                 | Nominado  | [ 172 ] |
| 2008 | Premios Saturn                            | Mejor actor de reparto                                           | James Franco                                                           | Nominado  | [ 172 ] |
| 2008 | Premio de la Sociedad de Efectos Visuales | Mejor efecto visual individual del año                           | Scott Stokdyk, Terry Clotiaux, Spencer Cook y Douglas Bloom            | Nominado  | [ 173 ] |
| 2008 | Premio de la Sociedad de Efectos Visuales | Mejor personaje animado en una película de acción real           | Chris Y. Yang, Bernd Angerer, Dominick Cecere y Remington Scott        | Nominado  | [ 173 ] |
| 2008 | Premio de la Sociedad de Efectos Visuales | Modelos o miniaturas destacados en una película                  | Ian Hunter, Scott Beverly, Forest P. Fischer y Ray Moore               | Nominado  | [ 173 ] |
| 2008 | Premio de la Sociedad de Efectos Visuales | Efectos visuales excepcionales en una película basada en efectos | Scott Stokdyk, Terry Clotiaux, Peter Nofz y Spencer Cook               | Nominado  | [ 173 ] |

## Futuro

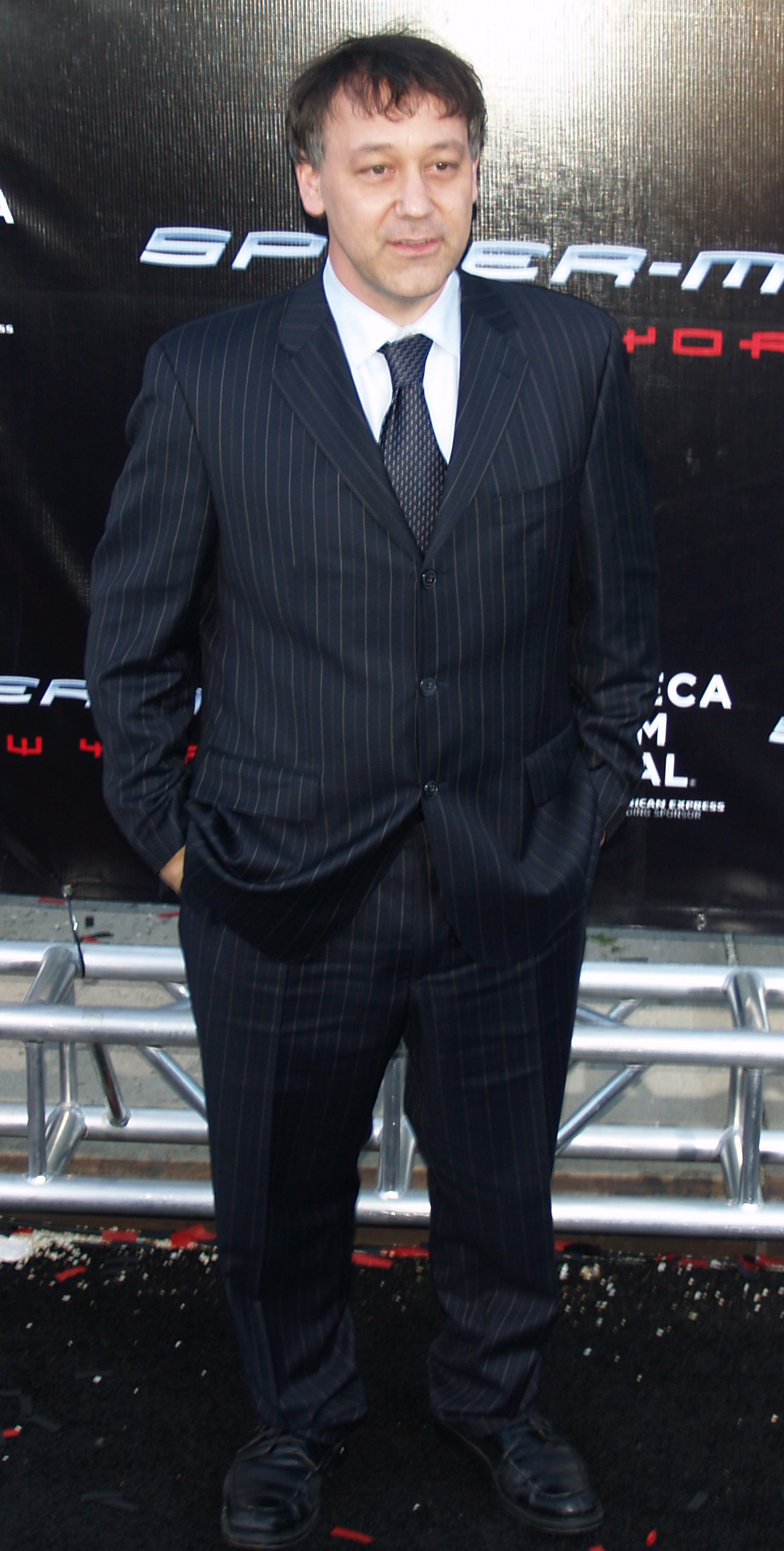
Festival de Cine de Tribeca 2007, Sam Raimi, Spider-Man 3

### Secuelas canceladas
En 2008, Spider-Man 4 entró en desarrollo, con Raimi como director y Maguire, Dunst y otros miembros del reparto listos para repetir sus papeles. Se planearon una cuarta y una quinta película y en un momento se consideró la idea de rodar las dos secuelas al mismo tiempo. Raimi dijo en marzo de 2009 que sólo la cuarta película estaba en desarrollo en ese momento y que si hubiera una quinta y una sexta película, esas dos en realidad serían una continuación de la otra. James Vanderbilt fue contratado en octubre de 2007 para escribir el guion después de los informes iniciales en enero de 2007 de que Sony Pictures estaba en contacto con David Koepp, quien escribió la primera película de Spider-Man. Posteriormente, el guion fue reescrito por el dramaturgo ganador del Pulitzer David Lindsay-Abaire en noviembre de 2008 y reescrito nuevamente por Gary Ross en octubre de 2009. Sony también contrató a Vanderbilt para escribir guiones para Spider-Man 5 y Spider-Man 6. También se planeó un spin-off con la versión del personaje de Venom de Spider-Man 3; esto nunca se materializó, aunque finalmente se produjo y lanzó una película de Venom con una versión diferente del personaje en 2018.
Raimi expresó interés en retratar la transformación del Dr. Curt Connors en su alter ego villano, el Lagarto, un villano del que se habían burlado desde Spider-Man 2; el actor del personaje Dylan Baker y el productor Grant Curtis también se mostraron entusiasmados con la idea. En diciembre de 2009, John Malkovich estaba en negociaciones para interpretar al Buitre y Anne Hathaway interpretaría a Felicia Hardy, aunque no se habría transformado en el Gata Negro como en los cómics, sino en una nueva figura con superpoderes, la Buitre. Más tarde, Raimi aclaró en una entrevista de 2013 que Hathaway habría interpretado a Black Cat si se hubiera hecho Spider-Man 4.
Según artes conceptuales oficiales empezaría con la aparición de Mysterio siendo capturado por Spider-Man, luego Peter tendría que mudarse de donde vivía. Después de lo sucedido con Mary Jane en Spider-Man 3 Peter saldría con una nueva chica llamada Felicia Hardy. El enemigo de esta película, El Buitre, era el padre de su novia, al final Spider-Man mataría al Buitre poniendo a Felicia Hardy en contra de él transformándose en una villana, The Vulturess. También se iba mostrar como el Dr. Connors se transformaría en el Lagarto como futuro enemigo de Spider-Man. Sam Raimi quedó decepcionado de Spider-Man 3, escribió un guion pero no le gustó y lo corrigió más de 5 veces.
Sony Pictures anunció en enero de 2010 que los planes para Spider-Man 4 habían sido cancelados debido a la retirada de Raimi del proyecto. Según los informes, Raimi terminó su participación debido a sus dudas de poder cumplir con la fecha de estreno prevista para el 6 de mayo de 2011 y, al mismo tiempo, mantener la película de forma creativa. Raimi supuestamente pasó por cuatro iteraciones del guion con diferentes guionistas y todavía «lo odiaba».
Tras la aparición de Peter Parker de Tobey Maguire en Spider-Man: No Way Home, una campaña de aficionados se ha vuelto tendencia en Twitter bajo el nombre #MakeRaimiSpiderMan4, pidiendo a Sony que haga una cuarta película de la serie Spider-Man dirigida por Sam Raimi con Tobey Maguire y Kirsten Dunst. Más tarde, Raimi expresó interés en hacerlo en abril de 2022, señalando que otra secuela de su trilogía de Spider-Man era posible después de la introducción del Multiverso en Spider-Man: No Way Home y su película de MCU Doctor Strange en el multiverso de la locura (2022). El mes siguiente declaró que no tenía planes de dirigir Spider-Man 4, pero que lo haría si se le ofreciera la oportunidad de dirigir una historia que aprobara.

### Reinicios y películas no producidas
El 4 de julio de 2012 se lanzó un reinicio de la serie titulada The Amazing Spider-Man, con Andrew Garfield como Peter Parker. Una secuela, The Amazing Spider-Man 2, se estrenó el 2 de mayo de 2014. Tras el hackeo de Sony Pictures en 2014, la información filtrada del hack indicó que antes de la cancelación de futuras películas de The Amazing Spider-Man, Sony estaba en conversaciones con Sam Raimi para que dirigiera Spider-Man vs. The Amazing Spider-Man, una película cruzada multiversal que presenta el encuentro entre el Spider-Man de Garfield y el Spider-Man de Tobey Maguire (con Maguire retomando su papel), así como una nueva trilogía cinematográfica protagonizada por Maguire (tras el despido de Garfield) como un Spider-Man de mediana edad años después de los acontecimientos de Spider-Man 3; estos planes finalmente se descartaron a favor de un reinicio producido por Marvel Studios ambientado en el Universo cinematográfico de Marvel (MCU), comenzando con Captain America: Civil War (2016), con Tom Holland como Spider-Man. Sam Raimi dirigió la película de Marvel Studios Doctor Strange en el multiverso de la locura (2022), que despertó el interés por hacer realidad su Spider-Man 4 no producido. Sin embargo, hasta el momento se desconocen los detalles y las confirmaciones de esta represalia.

### Universo cinematográfico de Marvel
Tras la decepcionante recepción crítica y comercial de The Amazing Spider-Man 2, Sony y Marvel Studios anunciaron en febrero de 2015 que aparecería una nueva versión de Spider-Man en el Universo cinematográfico de Marvel, con el personaje apareciendo en Captain America: Civil War. Como parte del acuerdo, Sony Pictures continuó financiando, distribuyendo, poseyendo y teniendo el control creativo final de las películas de Spider-Man. Marvel Studios y Sony explorarán oportunidades para integrar otros personajes del MCU en futuras películas de Spider-Man. Sony lanzó una película independiente titulada Spider-Man: Homecoming, producida por Kevin Feige y Amy Pascal, el 7 de julio de 2017 con Tom Holland como el nuevo Spider-Man.
Spider-Man: No Way Home (2021) continúa el arco argumental de la iteración de Spider-Man del MCU, además de utilizar el multiverso para vincular las películas de Marvel Studios con las franquicias cinematográficas anteriores de Spider-Man de Sony Pictures de Sam Raimi y Marc Webb. Maguire, Dafoe y Church retomaron sus respectivos papeles como Peter Parker/Spider-Man, Norman Osborn/Duende Verde y Flint Marko/Hombre de Arena de Spider-Man 3, apareciendo en papeles secundarios junto a otros actores de películas anteriores basadas en personajes fuera del elenco de MCU, incluida la versión de la trilogía de Sam Raimi de Otto Octavius/Doctor Octopus de Spider-Man 2, retomada por Alfred Molina. A ellos se unen Andrew Garfield, Jamie Foxx y Rhys Ifans, quienes repiten sus respectivos papeles como Peter Parker/Spider-Man, Maxwell Dillon/Electro y Curt Connors/Lagarto de las películas de Webb The Amazing Spider-Man.